# Stazione di Cuatro Vientos
La stazione di Cuatro Vientos è una stazione ferroviaria che sorge lungo la ferrovia Móstoles-Madrid-Parla, a servizio del quartiere omonimo nel distretto madrileno di Latina.

## Storia
Nell'ottobre 1976 venne aperta la tratta tra Aluche e Móstoles della ferrovia Móstoles-Madrid che prevedeva una fermata in prossimità dell'aeroporto di Cuatro Vientos.
La stazione si trova in una trincea sul lato opposto della Autovía A-5 rispetto alla Dehesa del Príncipe, zona che serve.

## Movimento
L'impianto è servito dai treni che transitano sulla linea C-5 della rete di Cercanías di Madrid, esercita da Renfe Operadora.
Dalla fondazione della rete di Cercanías fino al 1991, la stazione era invece servita dalla linea C-6. Questa è stata soppressa e inglobata nella linea C-5 quando è stato aperta la nuova galleria ferroviaria di 1,4 km tra Embajadores e Atocha.

## Servizi
- Ascensore
- Parcheggio di interscambio

## Interscambi
La stazione di Cuatro Vientos consente l'interscambio con l'omonima fermata della linea 10 della metropolitana di Madrid
Nelle vicinanze della stazione effettuano fermata alcune linee automobilistiche urbane ed extraurbane, gestite da EMT Madrid.
- Fermata metropolitana (Cuatro Vientos, linea 10)
- Fermata autobus